# Total Annihilation
Total Annihilation is een futuristisch realtimestrategy-computerspel, in 1997 ontwikkeld door Chris Taylor en Cavedog Entertainment.
Het was het eerste RTS-spel waarin de eenheden en het terrein in 3D waren uitgevoerd, ook al waren videokaarten met 3D-versnelling in die tijd nog geen gemeengoed. Andere aspecten die het spel onderscheiden van zijn tijdgenoten zijn het natuurkundig realisme, de snelle gevechten, de krachtige wapens, de enorme hoeveelheid verschillende eenheden, de korte constructietijd voor eenheden en het feit dat het spel zeer goed aan te passen is met zelfgemaakte eenheden, gebouwen en kunstmatige intelligentie. Ook de muziek in het spel is uniek: de door Jeremy Soule geschreven orkestmuziek draagt bij aan de epische sfeer van het spel. Minpunten van het spel zijn het verhaal (dat ontbreekt) en de zwakke AI.

## Ontvangst
Total Annihilation heeft de GameSpot's Game of the Year prijs in 1997 gewonnen.

## Trivia
- Het spel is opgenomen in het boek 1001 Video Games You Must Play Before You Die van Tony Mott.